# Ян Гарбарек
Ян Гарбарек (Jan Garbarek) (роден на 4 март 1947 в Мюсен, Норвегия) е норвежки саксофонист (тенор и сопран) и композитор.
Изявите му са в областта на джаза, класическата музика и други музикални жанрове.
Той е единствено дете на бившия полски военнопленник Чеслав Гарбарек и дъщерята на норвежки фермер Кари Нордбьо. До 7-годишната си възраст няма юридическо гражданство, тъй като в Норвегия то не се предоставя автоматически. Израства в Осло. Жени се на 21-годишна възраст. Дъщеря му Аня Гарбарек също е музикант.
Сценичната му кариера започва в началото на 1970-те години. Свири заедно с Кийт Джарет, Мирослав Витоус, Лакшминараян Шанкар, Еберхард Вебер и др. Получава световно признание и създава музикалния състав „Ян Гарбарек груп“ през 1980 г. Творческият му път е тясно свързан с дейността на германско-норвежкия музикалeн лейбъл Editions of Contemporary Music (ECM, Манфред Айхер) и свързаните с него музиканти.

## Избрана дискография
- Terje Rypdal (1971)
- Red Lanta (1973)
- Luminessence (1974)
- Solstice (1974)
- Arbour Zena (1975)
- Sound and Shadows (1977)
- My Song (1977)
- Deer Wan (1977)
- Sol Do Meio Dia (1977)
- December Poems (1977)
- Of Mist And Melting (1977)
- Personal Mountains (1979)
- Nude Ants (1979)
- Voice from the Past – Paradigm (1981)
- Cycles (1981)
- Vision (1983)
- Song For Everyone (1984)
- Chorus (1984)
- Making Music ([986)
- Guamba (1987)
- Rosenfole (1988)
- Music For Films (1990)
- Alpstein (1990)
- StAR (1991)
- Atmos (1992)
- Caris Mere (1995)
- Rites (1998)
- Mnemosyne (1999)
- Monodia (2002)
- Universal Syncopations (2003)
- In Praise of Dreams (2003)
- Neighbourhood (2006)